# Catedral de la Santa Trinidad (San Petersburgo)
La catedral de la Santa Trinidad (del ruso: Троицкий собор), ubicada en San Petersburgo (Rusia), es un ejemplo tardío del estilo imperio; fue construida entre 1828 y 1835 de acuerdo al diseño del arquitecto Vasili Stásov. Está situada al sur del Almirantazgo en la avenida Izmáilovski, cerca de la estación de metro del Tejnologuícheski Institut. La catedral, que tiene una capacidad para 3 000 personas, comenzó a ser restaurada a principios del siglo XXI para devolverle su esplendor prerrevolucionario tras años de abandono. Esta catedral se encuentra incluida dentro del «Centro histórico de San Petersburgo y conjuntos monumentales anexos», lugar Patrimonio de la Humanidad desde 1990, según la Unesco.

## Historia

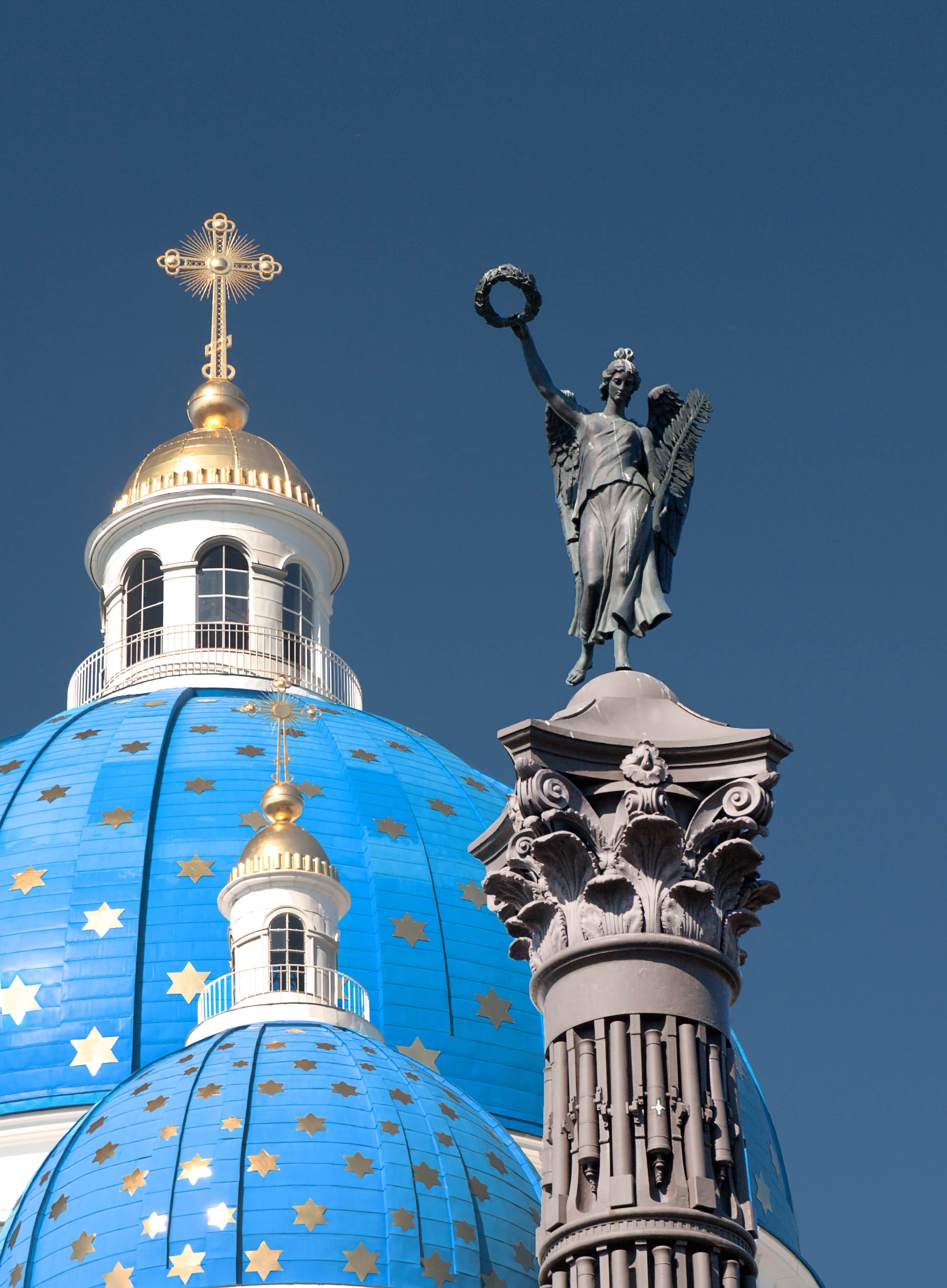
Cúpula central y parte superior de la columna-monumento.

Según la tradición rusa, cada regimiento de la guardia imperial tenía su propia catedral. La catedral de la Trinidad era la correspondiente al regimiento Izmáilovski, uno de los más antiguos del ejército ruso.
El 12 de julio de 1733, se consagró una iglesia de campaña en servicio durante el verano, pero en invierno los soldados y oficiales debían asistir a otras iglesias parroquiales. Entre 1754 y 1756, se construyó una iglesia de madera por orden de la emperatriz Isabel I de Rusia. El altar principal fue consagrado a la Santísima Trinidad. Una inundación en 1824 causó grandes daños y el emperador Nicolás I encargó su reconstrucción a Vasili Stásov.
La construcción de la nueva iglesia comenzó en mayo de 1828 y la catedral se consagró en 1835. El edificio tiene una altura de más de 80 metros y domina la silueta urbana de la zona. En sus muros se pusieron placas en memoria de los oficiales del regimiento muertos en batalla, así como banderas y trofeos de guerra conseguidos por el regimiento durante las campañas de 1854-1855 y 1877-1878. La Catedral de la Trinidad era famosa por su colección de iconos. En 1867, Fiódor Dostoievski celebró en ella su boda con Anna Grigórievna Snítkina. Para conmemorar la victoria en la Guerra Ruso-Turca (1877-1878), se construyó un monumento en forma de columna delante de la fachada norte de la catedral durante el año 1886.
En 1922, la mayoría de los objetos de valor de la catedral fueron saqueados, y el robo continuó durante algunos años hasta que la catedral se cerró definitivamente en 1938. Hubo rumores de planes para demoler la catedral y utilizarla para construir un teatro para los trabajadores del distrito. No obstante, la catedral fue transferida al Ministerio Soviético de Telecomunicaciones y se convirtió en un almacén. En 1990 se devolvió la catedral a la Iglesia Ortodoxa Rusa.

## Incendio 2006

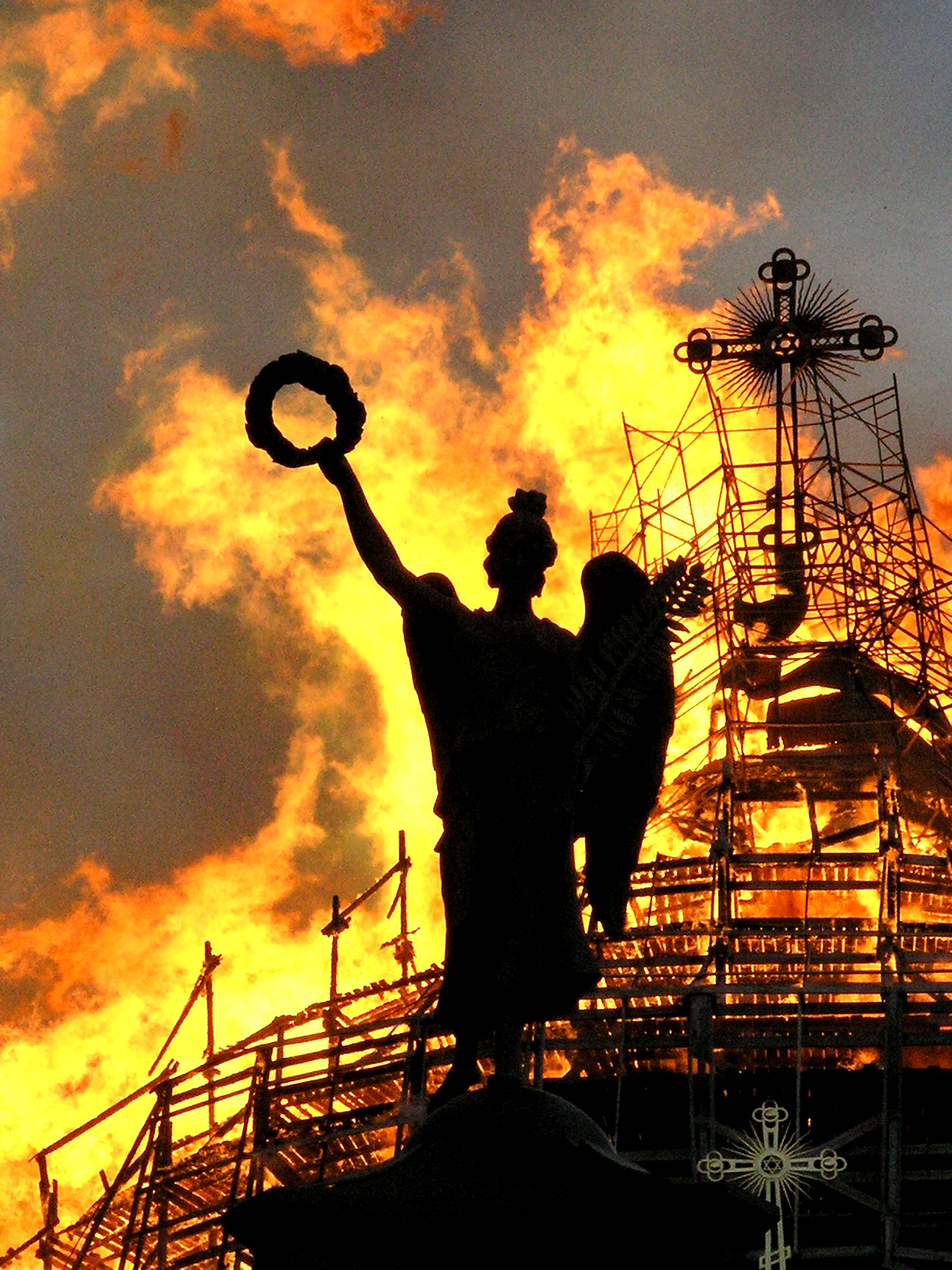
Incendio en la catedral del 25 de agosto de 2006.

El 25 de agosto de 2006, durante el proceso de restauración, la cúpula principal se derrumbó después de un incendio; lo mismo hizo una de las cuatro cúpulas menores. El gobernador se comprometió a restaurar los daños en un año y medio, destinando una inversión de 30 millones de rublos (713.000 euros) para reconstruir la catedral. Después de completar las obras, la catedral se volvió a abrir en 2010.